# Pompei
Pompei ist eine italienische Stadt mit 23.800 Einwohnern (Stand 31. Dezember 2023) in der Metropolitanstadt Neapel. Sie liegt südlich des Vesuv am rechten Ufer des Flusses Sarno, etwa drei Kilometer vor dessen Mündung in den Golf von Neapel. Die Nachbargemeinden sind Boscoreale, Castellammare di Stabia, Sant’Antonio Abate, Santa Maria la Carità, Scafati (SA) und Torre Annunziata.
Besondere Bekanntheit erlangte die Stadt durch die Ausgrabungsstätte des antiken Pompeji, das 79 nach Christus durch einen Vesuvausbruch verschüttet und später wiederentdeckt wurde. Zwischen Untergang der alten Stadt und Neugründung war das Stadtgebiet mehrere Jahrhunderte unbesiedelt.

## Geschichte
Der Ausbruch im Jahr 79 begrub die blühende römische Stadt Pompeji und die sie umgebende fruchtbare Landschaft unter einer bis zu sechs Meter mächtigen Asche- und Lapillischicht. Der gesamte Landstrich wurde für Jahrhunderte unbewohnbar. Erst im 3./4. Jahrhundert finden sich Belege für vereinzelte Besiedlung. Auch während des gesamten frühen Mittelalters blieben die Bedingungen äußerst ungünstig. Wiederholte, wenn auch kleinere Ausbrüche des Vesuvs, Einfälle fremder Völker, ständige Überfälle von Sarazenen und Piraten sowie ein ungesundes Klima durch malariaverseuchte Sümpfe behinderten das Entstehen einer neuen Siedlung auf dem Territorium der untergegangenen Stadt.
Erst im 11. Jahrhundert entstand um die kleine Kirche San Salvatore di Valle, später SS. Salvatore (Santissimo Salvatore), am Ufer des Sarno, in unmittelbarer Nähe des versunkenen und längst vergessenen antiken Pompeji, eine kleine Ansiedlung, die Urzelle des neuen Pompeis. In einer päpstlichen Bulle aus dem Jahre 1511, die heute in der bischöflichen Kurie von Nola aufbewahrt wird, findet sich erstmals die Erwähnung als Pfarrei.
Das Territorium gelangte durch mehrfachen Weiterverkauf in den wechselnden Besitz von vielen berühmten Familien, unter anderen den Toraldo, den De Bucchi und den Piccolomini. Doch die Gegend von Valle blieb stets nur dünn besiedelt. Schließlich musste im Jahre 1662 der Pfarrer sogar dem Bischof melden, dass Valle auf Grund des ungesunden Klimas am sumpfigen Fluss seit zwei Jahren vollständig unbewohnt war.

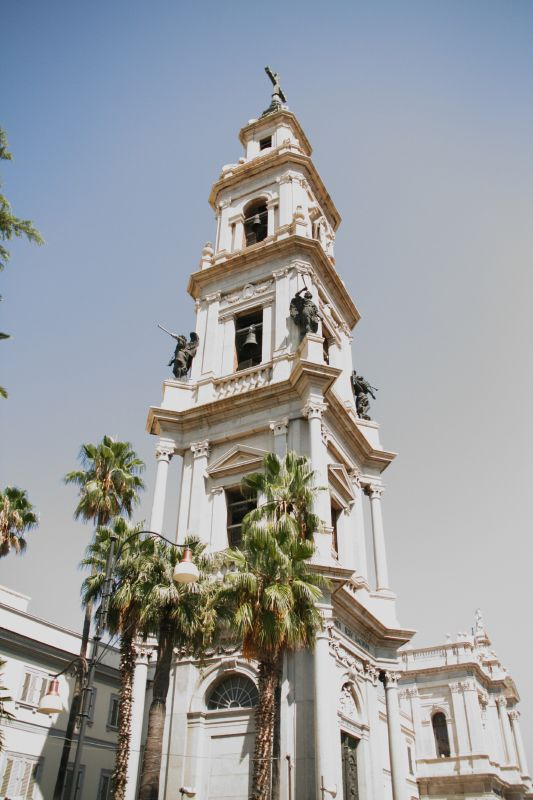
Turm der Wallfahrtskirche vom Rosenkranz

Im Jahre 1740 wurde die Kirche SS. Salvatore abgetragen und einen Kilometer vom Fluss, in Fossa di Valle, neu errichtet, an der Stelle, die heute den zentralen Platz des modernen Pompei darstellt. Doch im Jahre 1876 legte genau hier, in Valle di Pompei, wie die Gegend nunmehr genannt wurde, der später seliggesprochene Bartolo Longo, ein Rechtsanwalt, der sich die Verbreitung des Gebets des heiligen Rosenkranzes zur Lebensaufgabe gemacht hatte, den Grundstein für die Basilica della Beata Vergine del Rosario, der Madonna des Rosenkranzes. 
Innerhalb kürzester Zeit kamen, zunächst aus Neapel, dann aus der ganzen Welt, Spenden für den Aufbau der neuen Kirche. Bereits im Jahre 1883 versammelten sich in Valle di Pompei mehr als 20.000 Pilger, um gemeinsam ihre Gebete an die Madonna des Rosenkranzes zu richten. Im Jahre 1891 wurde das neue Gotteshaus fertiggestellt und geweiht. Dieses Jahr gilt auch als Gründungsjahr der neuen Stadt.
Heute gibt es im Inneren des Glockenturms dieser Kirche einen Fahrstuhl. Touristen können ihn gegen eine Gebühr benutzen und die Stadt überschauen. Die älteste Kirche, SS. Salvatore, die dem Neubau im Wege stand, musste weichen. Sie wurde am heutigen Standort, hinter der neuen Basilika, wiederaufgebaut.

## Städtepartnerschaften
Pompei unterhält folgende fünf Städtepartnerschaften:
| Stadt     | Land                | seit |
| --------- | ------------------- | ---- |
| Gyeongju  | Südkorea            | 1985 |
| Latiano   | Italien             | 1980 |
| Noto      | Italien             | 2011 |
| Tarragona | Spanien             | 2006 |
| Xi’an     | Volksrepublik China | 2007 |

## Persönlichkeiten
- Pino D’Angiò (1952–2024), Musiker
- Giuseppe Abbagnale (* 1959), Ruderer
- Claudio D’Alessio (* 1961), Rechtsanwalt und Politiker
- Carmine Abbagnale (* 1962), Ruderer
- Agostino Abbagnale (* 1966), Ruderer
- Mariano Lamberti (* 1967), Kurzfilm- und Spielfilmregisseur
- Massimo Giordano (* 1971), Opernsänger (Tenor)
- Claudia Letizia (* 1979), Tänzerin, Fotomodell und Schauspielerin
- Marco Guida (* 1981), Fußballschiedsrichter
- Giuseppe Di Mare (* 1997), Ruderer
- Elisabetta Oliviero (* 1997), Fußballspielerin